# 953
Évszázadok: 9. század – 10. század – 11. század
Évtizedek: 900-as évek – 910-es évek – 920-as évek – 930-as évek – 940-es évek – 950-es évek – 960-as évek – 970-es évek – 980-as évek – 990-es évek – 1000-es évek
Évek: 948 – 949 – 950 – 951 –  952 – 953 – 954 – 955 – 956 – 957 – 958

## Események

### Európa
- Ottó német király fia, Liudolf sváb herceg mellőzöttnek érzi magát és miután az előző évben apja új itáliai felesége, Adelhaid fiút szült neki, attól tart hogy elveszíti trónörökösi státuszát. Sógora, Konrád lotaringiai herceg támogatásával (akit Ottó azzal alázott meg hogy nyilvánosan félredobta az általa megtárgyalt szerződést II. Berengár itáliai királlyal) fellázad. Ottó először hajlik elfogadni feltételeiket, de aztán felesége és öccse, Henrik bajor herceg nyomására törvényen kívülinek nyilvánítja a lázadókat. Ottó és Henrik két hónapon át hiába ostromolja a Mainzba visszahúzódott Liudolfot, de eközben Bajorország (amelynek kormányzását Henrik távollétében II. Arnulf palotagrófra bízta, de Arnulf – Gonosz Arnulf bajor herceg fia – magát tartja a hercegség jogos örökösének) is fellázad. Ottó és Henrik feladja Mainz ostromát és Bajorországba vonul, de a helyi nemesség támogatásának híján kénytelenek visszavonulni Szászországba.
- Ottó megfosztja Konrádot a lotaringiai hercegségétől, helyére öccsét, Bruno kölni érseket nevezi ki.
- II. Berengár itáliai király (Ottó vazallusa) csatlakozik a felkelőkhöz, bevonul a Veronai Őrgrófságba és ostrom alá veszi Canossa várát.

### Abbászida Kalifátus
- Egy bizánci sereg Bardasz Phókasz vezetésével betör az arab határvidékre és portyázói egészen Antiochiáig jutnak. Eközben Szajf al-Daula aleppói emír a bizánci területet dúlja és elfoglalja Arka várát. Visszatérőben a marasi csatában súlyos vereséget mér a létszámfölényben lévő bizánciakra; Bardasz Phókasz maga is megsebesül, fia, Kónsztaninosz pedig fogságba esik (és később meghal).
- Meghal I. Abasz örmény király. Nagyobbik fia, III. Asot Örményország, a kisebbik, Museg, Karsz trónját örökli. Asot megpróbálja elfoglalni Dvin városát a muszlim kormányzótól, de kudarcot vall.

### Észak-Afrika
- Meghal a régóta betegeskedő, 39 éves al-Manszúr fátimida kalifa. Utóda fia, al-Muizz.

## Születések
- II. Bermudo, leóni király
- Károly, alsó-lotaringiai herceg

## Halálozások
- március 19. – Al-Manszúr, fátimida kalifa
- november 18. – Szász Liutgard, I. Ottó német-római császár lánya
- I. Abasz, örmény király

## Fordítás
- Ez a szócikk részben vagy egészben  a(z)   [[:en:{{{2}}}|{{{2}}}]] című angol Wikipédia-szócikk [{{fullurl:en:{{{2}}}|oldid=1267070383}} ezen változatának] fordításán alapul.  Az eredeti cikk szerkesztőit annak laptörténete sorolja fel. Ez a jelzés csupán a megfogalmazás eredetét és a szerzői jogokat jelzi, nem szolgál a cikkben szereplő információk forrásmegjelöléseként.